# Trichopoda aurantiaca
Trichopoda aurantiaca är en tvåvingeart som beskrevs av Townsend 1891. Trichopoda aurantiaca ingår i släktet Trichopoda och familjen parasitflugor.
Artens utbredningsområde är Virginia. Inga underarter finns listade i Catalogue of Life.